# خاوی سیمونز
ژاوی سیمونز (هلندی: Xavi Simons؛ زادهٔ ۲۱ آوریل ۲۰۰۳) بازیکن فوتبال اهل هلند است.
سیمونز در تیم ملی فوتبال زیر ۱۷ سال هلند، زیر ۱۸ سال هلند، و زیر ۱۹ سال هلند و همچنین در جام جهانی۲۰۲۲ بازی کرده است. او محصول آکادمی بارسلونا می‌باشد.